# ラレス
株式会社ラレスは、2004年に設立されたレーシングチーム運営会社。2017年12月13日、登記官手続きにより解散。
張勤尚元代表取締役がかつて代表取締役を務めた同じくレーシングチーム管理運営会社のEMSマネージメントが2018年1月報道された。

## 沿革
- 2004年
  - 5月11日 - 株式会社ラレス成立（東京都港区）代表取締役壷林貴也　矢納基行、田中住子、遠藤満信取締役、志賀廣美監査役就任
  - 12月20日 - 田中豐彦代表取締役、取締役田中浩一就任
- 2005年
  - 1月31日 - 張勤尚代表取締役就任
  - 7月5日 - 田中豐彦代表取締役就任（9月13日登記）
- 2017年12月13日 - 登記官により解散